# Pia Tjelta
Pia Merete Tjelta (Stavanger, 12 settembre 1977) è un'attrice norvegese.

## Filmografia

### Cinema
- Mongoland, regia di Arild Østin Ommundsen (2001)
- Buddy, regia di Morten Tyldum (2003)
- Kvinnen i mitt liv, regia di Alexander Eik (2003)
- Monstertorsdag, regia di Arild Østin Ommundsen (2004)
- En folkefiende, regia di Erik Skjoldbjærg (2005)
- 37 og et halvt, regia di Vibeke Idsøe (2005)
- Trette menn, regia di Eva Dahr – cortometraggio (2005)
- Mars & Venus, regia di Eva Dahr (2007)
- 5 løgner, regia di Lars Daniel Krutzkoff Jacobsen (2007)
- Pranzo freddo (Lønsj), regia di Eva Sørhaug (2008)
- Varg Veum - Falne Engler, regia di Morten Tyldum (2008)
- Pax, regia di Annette Sjursen (2011)
- Hjelp, vi er i filmbransjen, regia di Nini Bull Robsahm e Patrik Syversen (2011)
- 90 minutter, regia di Eva Sørhaug (2012)
- Amnesia, regia di Nini Bull Robsahm (2014)
- Capitan Sciabola il tesoro di Lama Rama (Kaptein Sabeltann og skatten i Lama Rama), regia di John Andreas Andersen e Lisa Marie Gamlem (2014)
- Føkkings mai, regia di Emilie Beck – cortometraggio (2018)
- Now It's Dark, regia di Arild Østin Ommundsen (2018)
- Blindsone, regia di Tuva Novotny (2018)
- Diorama, regia di Tuva Novotny (2022)

### Televisione
- Uti vår hage – serie TV, episodio 2x06 (2008)
- Varg Veum – serie TV, episodio 1x04 (2008)
- Kodenavn Hunter – serie TV, episodio 2x02 (2008)
- En god nummer to – miniserie TV, 8 episodi (2009)
- Allt faller – miniserie TV, episodi 1x09-1x10 (2012)
- Neste sommer – serie TV, 24 episodi (2014-2019)
- Helt perfekt – serie TV, 5 episodi (2015-2018)
- Beck – serie TV, 4 episodi (2018)
- Lykkeland – serie TV, 24 episodi (2018-2022)
- Hidden: Förstfödd – serie TV, 5 episodi (2019)
- Norsemen (Vikingane) – serie TV, 6 episodi (2020)
- Made in Oslo – serie TV, 8 episodi (2022)
- Festning Norge – miniserie TV, 5 episodi (2023)
- ELSE! – miniserie TV, episodio 1x01 (2024)

## Riconoscimenti
- Festival internazionale del cinema di San Sebastián
  - 2018 – Miglior attrice per Blindsone[1]
- Gullruten
  - 2022 – Miglior attrice non protagonista per Lykkeland[2]
  - 2023 – Miglior attrice per Made in Oslo[3]
- Premio Amanda
  - 2007 – Candidata a miglior attrice per Mars & Venus[4]
  - 2013 – Candidata a miglior attrice non protagonista per 90 minutter
  - 2019 – Miglior attrice per Blindsone[5]

## Doppiatrici italiane
Nelle versioni in italiano delle opere in cui ha recitato, Pia Tjelta è stata doppiata da:
- Sabrina Duranti[6] in Diorama[7]